# Leichtathletik-Europameisterschaften 2002/100 m Hürden der Frauen

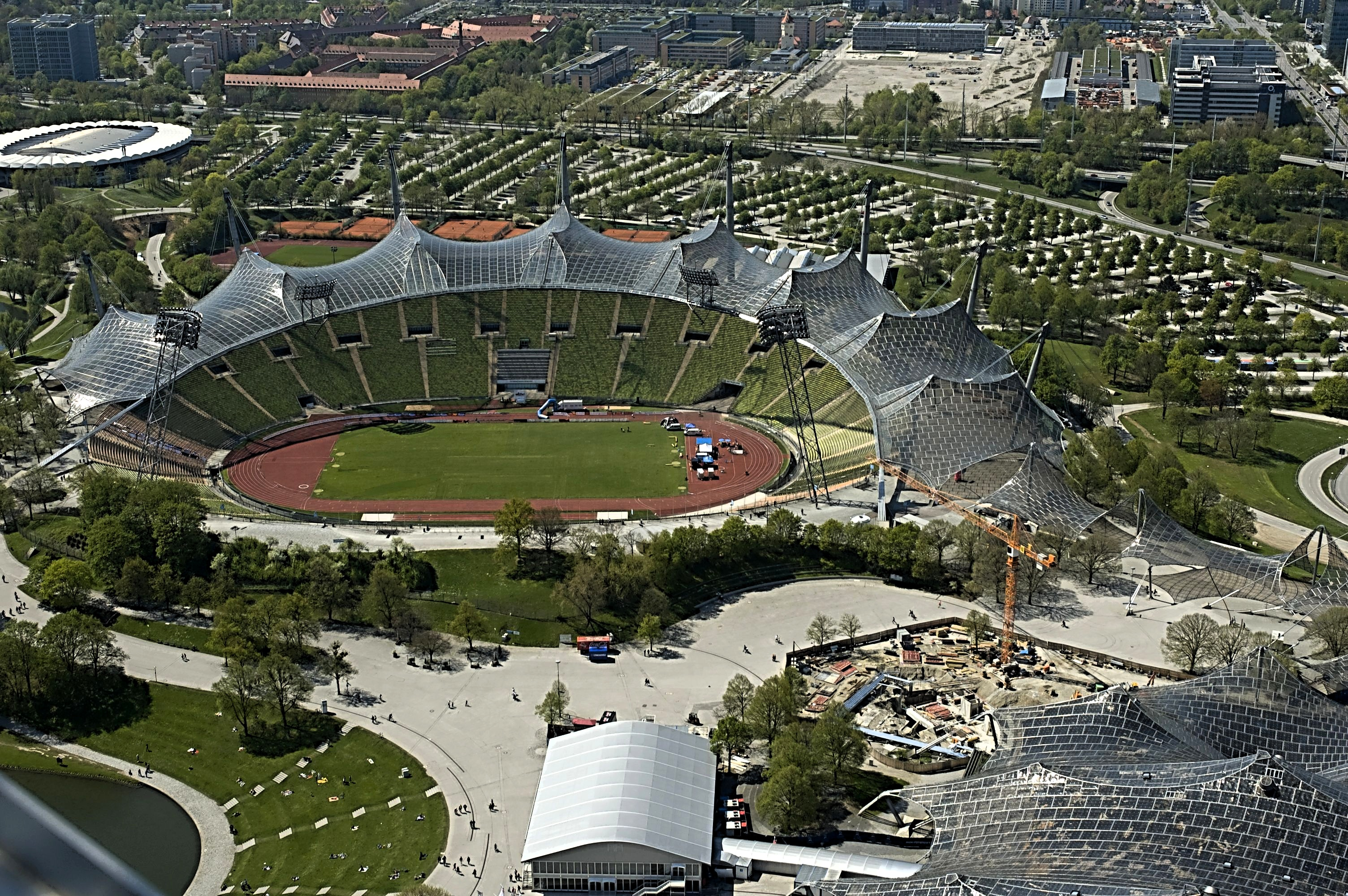
Das Olympiastadion in München von oben im Jahr 2009

Der 100-Meter-Hürdenlauf der Frauen bei den Leichtathletik-Europameisterschaften 2002 wurde am 8. und 9. August 2002 im Münchener Olympiastadion ausgetragen.
Europameisterin wurde die spanische Vizeweltmeisterin von 1999 Glory Alozie. Sie gewann vor der Ukrainerin Olena Krassowska. Bronze ging an die Bulgarin Jana Kassowa.

## Bestehende Rekorde
| Weltrekord           | 12,21 s | Jordanka Donkowa | Stara Sagora, Bulgarien      | 20. August 1988 |
| Europarekord         | 12,21 s | Jordanka Donkowa | Stara Sagora, Bulgarien      | 20. August 1988 |
| Meisterschaftsrekord | 12,38 s | Jordanka Donkowa | EM Stuttgart, BR Deutschland | 29. August 1986 |

Der bestehende EM-Rekord wurde bei diesen Europameisterschaften nicht erreicht. Die schnellste Zeit erzielte die spanische Europameisterin Glory Alozie mit 12,73 s bei einem Gegenwind von 0,7 m/s, womit sie 35 Hundertstelsekunden über dem Rekord blieb. Zum Welt- und Europarekord fehlten ihr 52 Hundertstelsekunden.

## Vorrunde
8. August 2002
Die Vorrunde wurde in fünf Läufen durchgeführt. Die ersten beiden Athletinnen pro Lauf – hellblau unterlegt – sowie die darüber hinaus sechs zeitschnellsten Läuferinnen – hellgrün unterlegt – qualifizierten sich für das Halbfinale.

### Vorlauf 1
Wind: +0,5 m/s
| Platz | Name               | Nation     | Zeit (s) |
| ----- | ------------------ | ---------- | -------- |
| 1     | Patricia Girard    | Frankreich | 13,00    |
| 2     | Aurelia Trywiańska | Polen      | 13,08    |
| 3     | Diane Allahgreen   | Schweden   | 13,10    |
| 4     | Edit Vári          | Ungarn     | 13,32    |
| 5     | Lucie Martincová   | Tschechien | 13,66    |
| 6     | Sabrina Previtali  | Italien    | 13,74    |

### Vorlauf 2
Wind: ±0,0 m/s
| Platz | Name              | Nation     | Zeit (s) |
| ----- | ----------------- | ---------- | -------- |
| 1     | Susanna Kallur    | Schweden   | 13,01    |
| 2     | Glory Alozie      | Spanien    | 13,03    |
| 3     | Marija Korotejewa | Russland   | 13,23    |
| 4     | Justyna Oleksy    | Polen      | 13,31    |
| 5     | Miriam Bobková    | Tschechien | 13,71    |
| 6     | Mirjam Liimask    | Estland    | 13,75    |
| 7     | Barbara Panno     | Italien    | 13,80    |

### Vorlauf 3

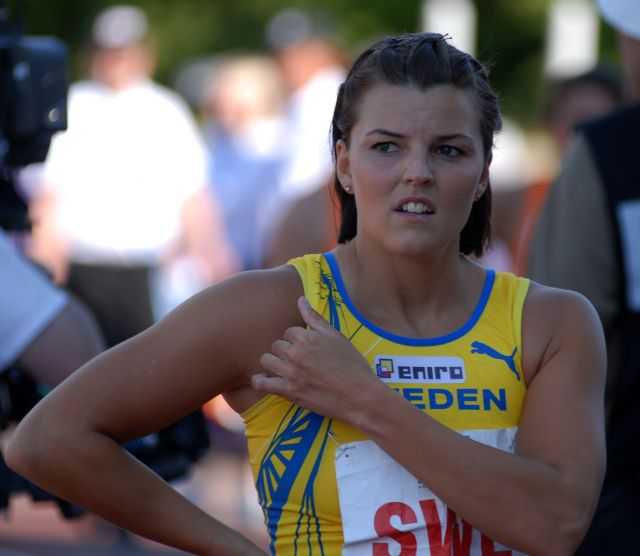
Jenny Kallur, Zwillingsschwester der im Finale siebtplatzierten Susanna Kallur, schied als Sechste ihres Vorlaufs aus

Wind: −0,3 m/s
| Platz | Name              | Nation       | Zeit (s) |
| ----- | ----------------- | ------------ | -------- |
| 1     | Swetlana Lauchowa | Russland     | 13,02    |
| 2     | Jana Kassowa      | Bulgarien    | 13,07    |
| 3     | Judith Vis        | Niederlande  | 13,31    |
| 4     | Flóra Redoúmi     | Griechenland | 13,42    |
| 5     | Arantza Loureiro  | Spanien      | 13,47    |
| 6     | Jenny Kallur      | Schweden     | 13,48    |
| 7     | Margaret Macchiut | Italien      | 13,48    |

### Vorlauf 4

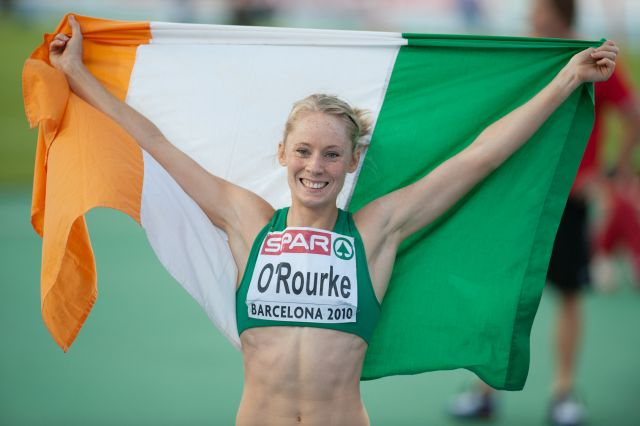
Derval O’Rourke überstand mit 13,45 s die Vorrunde nicht – später war sie mit zweimal Silber erfolgreicher
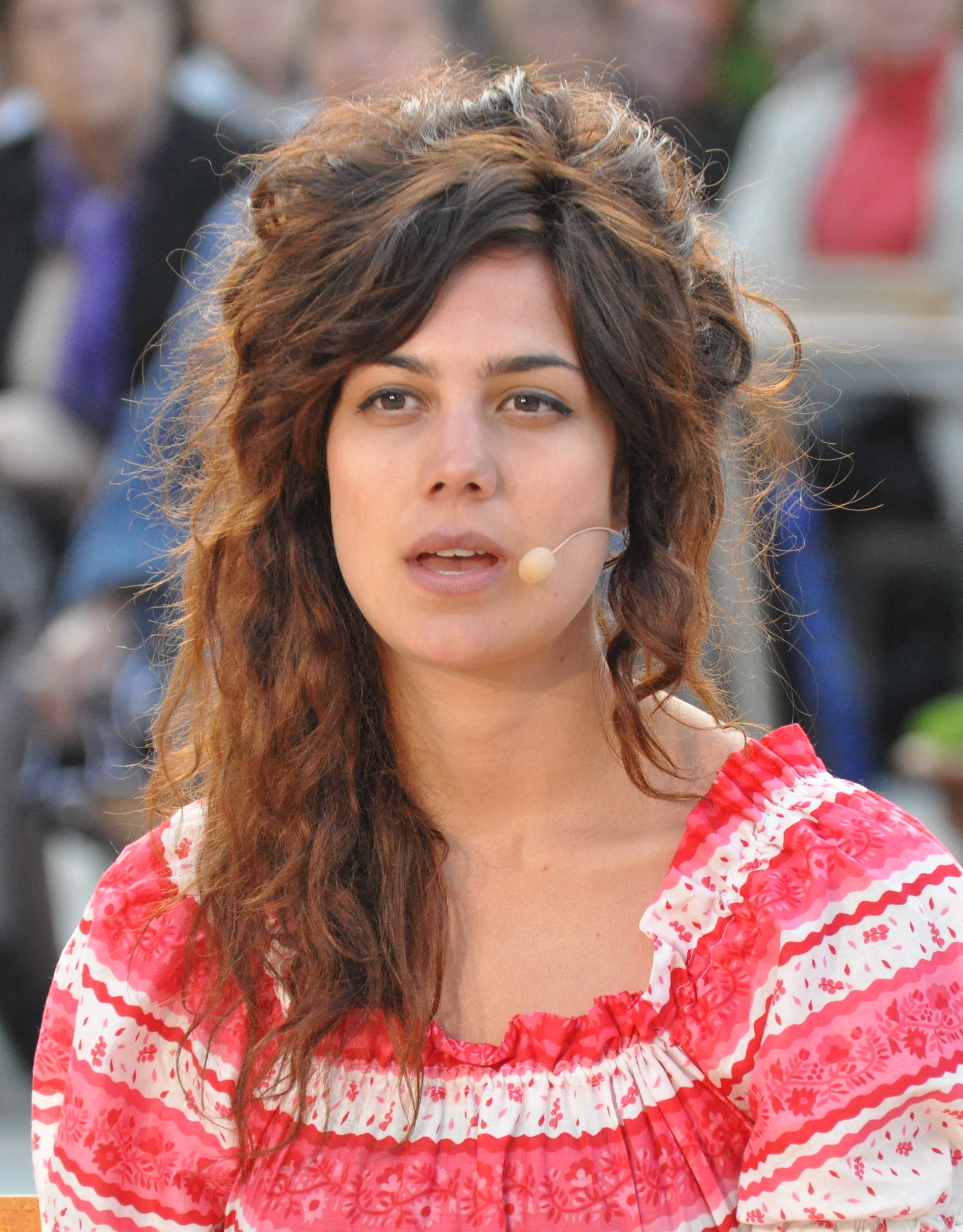
Manuela Bosco erreichte mit 13,60 s nicht das Halbfinale

Wind: +0,3 m/s
| Platz | Name             | Nation     | Zeit (s) |
| ----- | ---------------- | ---------- | -------- |
| 1     | Haïdy Aron       | Frankreich | 13,00    |
| 2     | Olena Krassowska | Ukraine    | 13,04    |
| 3     | Irina Lenskiy    | Israel     | 13,04    |
| 4     | Aneta Sosnowska  | Polen      | 13,08    |
| 5     | Derval O’Rourke  | Irland     | 13,41    |
| 6     | Manuela Bosco    | Italien    | 13,60    |
| 7     | Urška Beti       | Slowenien  | 13,69    |

### Vorlauf 5

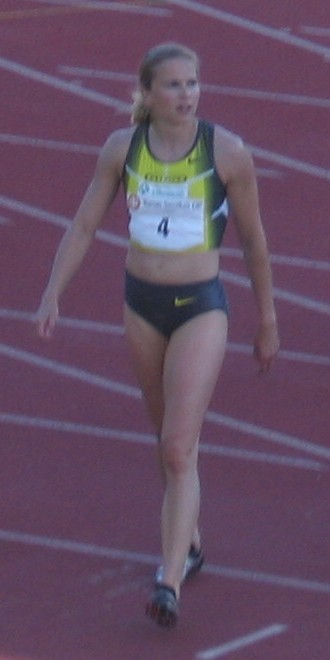
Johanna Halkoaho scheiterte mit 13,45 s in der Vorrunde
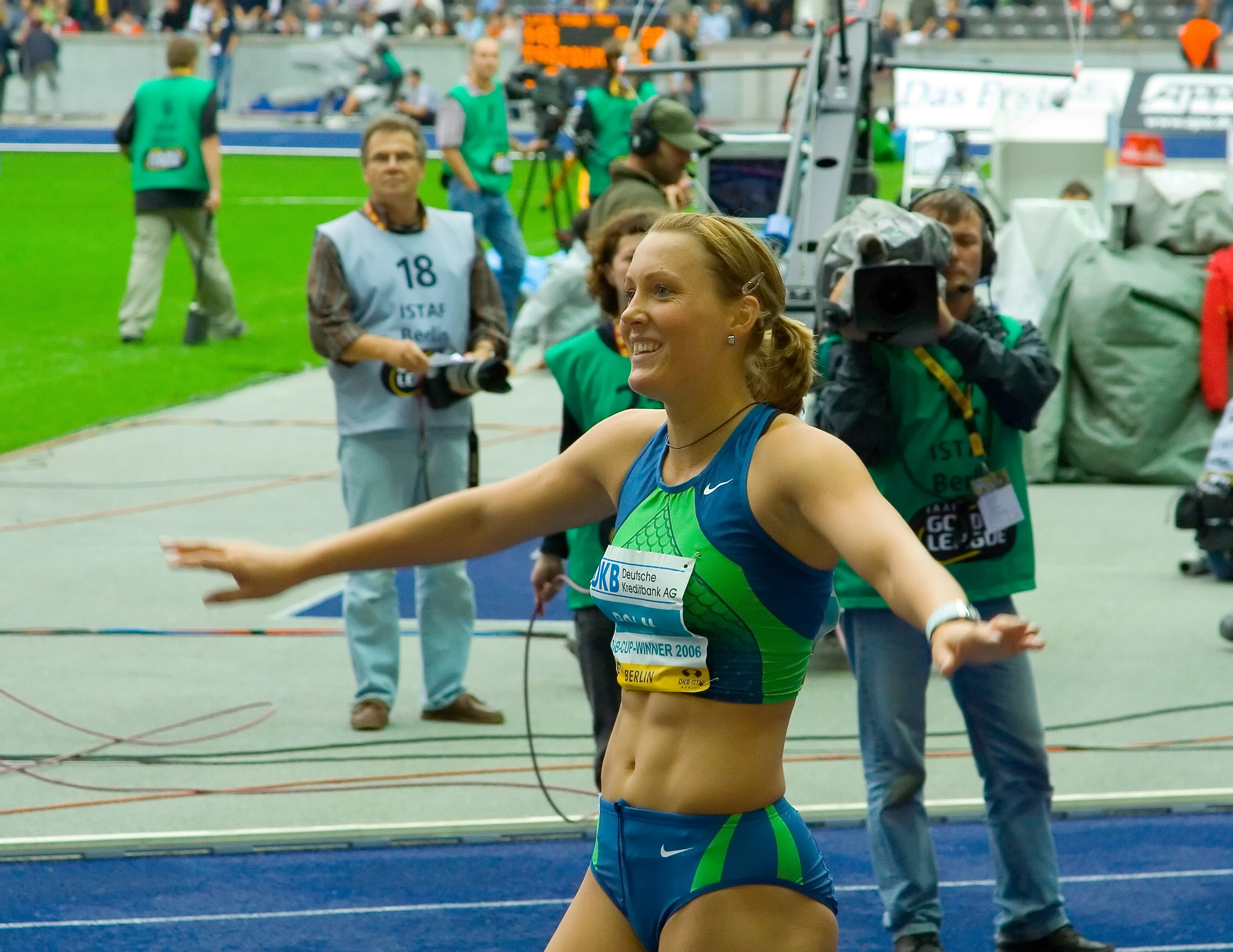
Für Kirsten Bolm reichte es mit 13,46 s nicht in die nächste Runde – vier Jahre später gewann sie EM-Silber

Wind: +1,1 m/s
| Platz | Name                 | Nation       | Zeit (s) |
| ----- | -------------------- | ------------ | -------- |
| 1     | Swetla Dimitrowa     | Bulgarien    | 13,02    |
| 2     | Linda Ferga-Khodadin | Frankreich   | 13,03    |
| 3     | Hristiána Tabáki     | Griechenland | 13,16    |
| 4     | Johanna Halkoaho     | Finnland     | 13,45    |
| 5     | Kirsten Bolm         | Deutschland  | 13,46    |
| 6     | Svetlana Gnezdilov   | Israel       | 13,50    |
| 7     | Daniela Wöckinger    | Österreich   | 13,52    |
| 8     | Anila Meta           | Albanien     | 14,18    |

## Halbfinale
9. August 2002
Aus den beiden Halbfinalläufen qualifizierten sich die jeweils ersten vier Athletinnen – hellblau unterlegt – für das Finale.

### Lauf 1

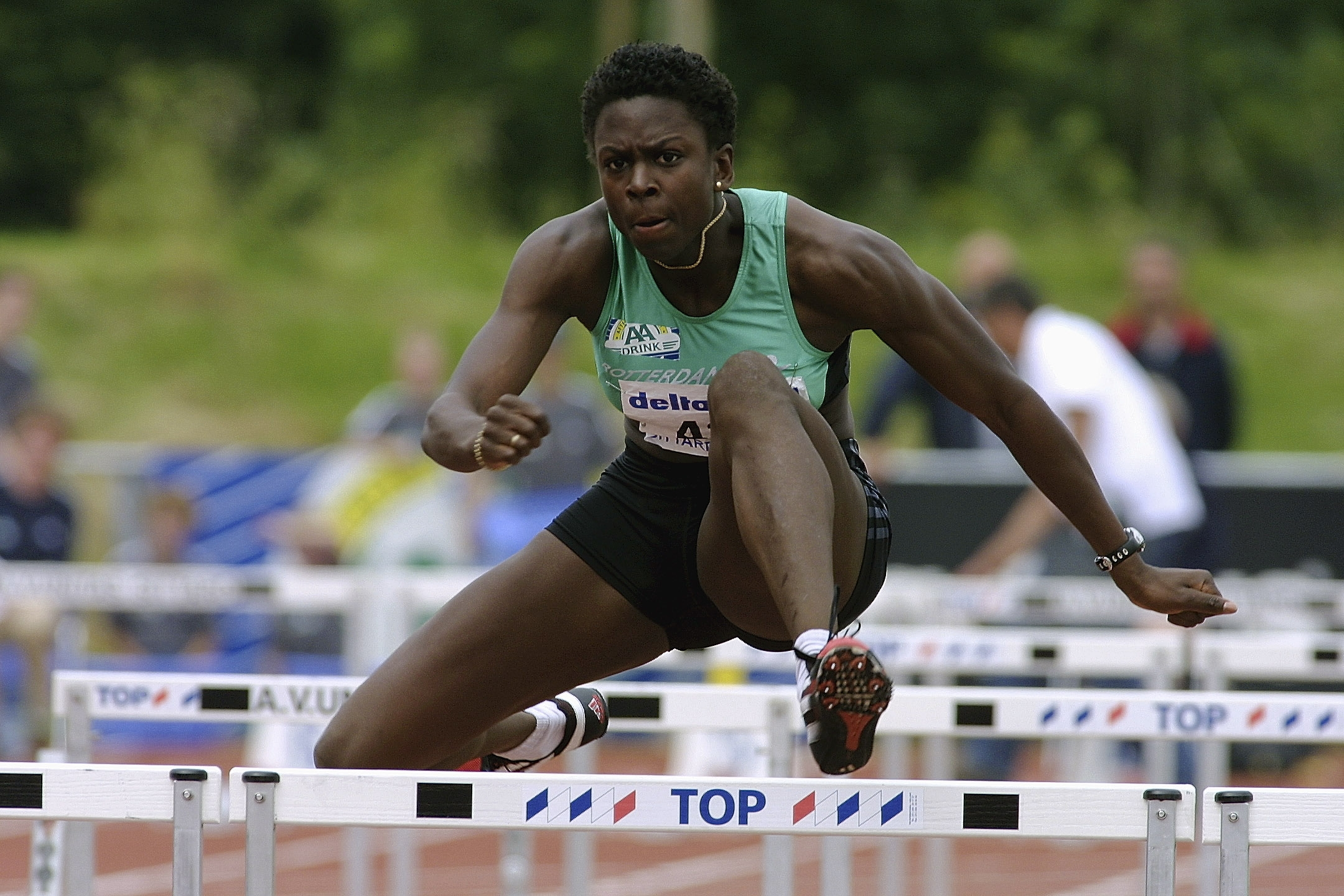
Judith Vis schaffte es als Achte ihres Rennens nicht ins Finale

Wind: ±0,0 m/s
| Platz | Name                 | Nation      | Zeit (s) |
| ----- | -------------------- | ----------- | -------- |
| 1     | Patricia Girard      | Frankreich  | 12,82    |
| 2     | Olena Krassowska     | Ukraine     | 12,88    |
| 3     | Diane Allahgreen     | Schweden    | 12,92    |
| 4     | Jana Kassowa         | Bulgarien   | 12,98    |
| 5     | Aneta Sosnowska      | Polen       | 13,04    |
| 6     | Swetlana Lauchowa    | Russland    | 13,06    |
| 7     | Linda Ferga-Khodadin | Frankreich  | 13,11    |
| 8     | Judith Vis           | Niederlande | 13,22    |

### Lauf 2

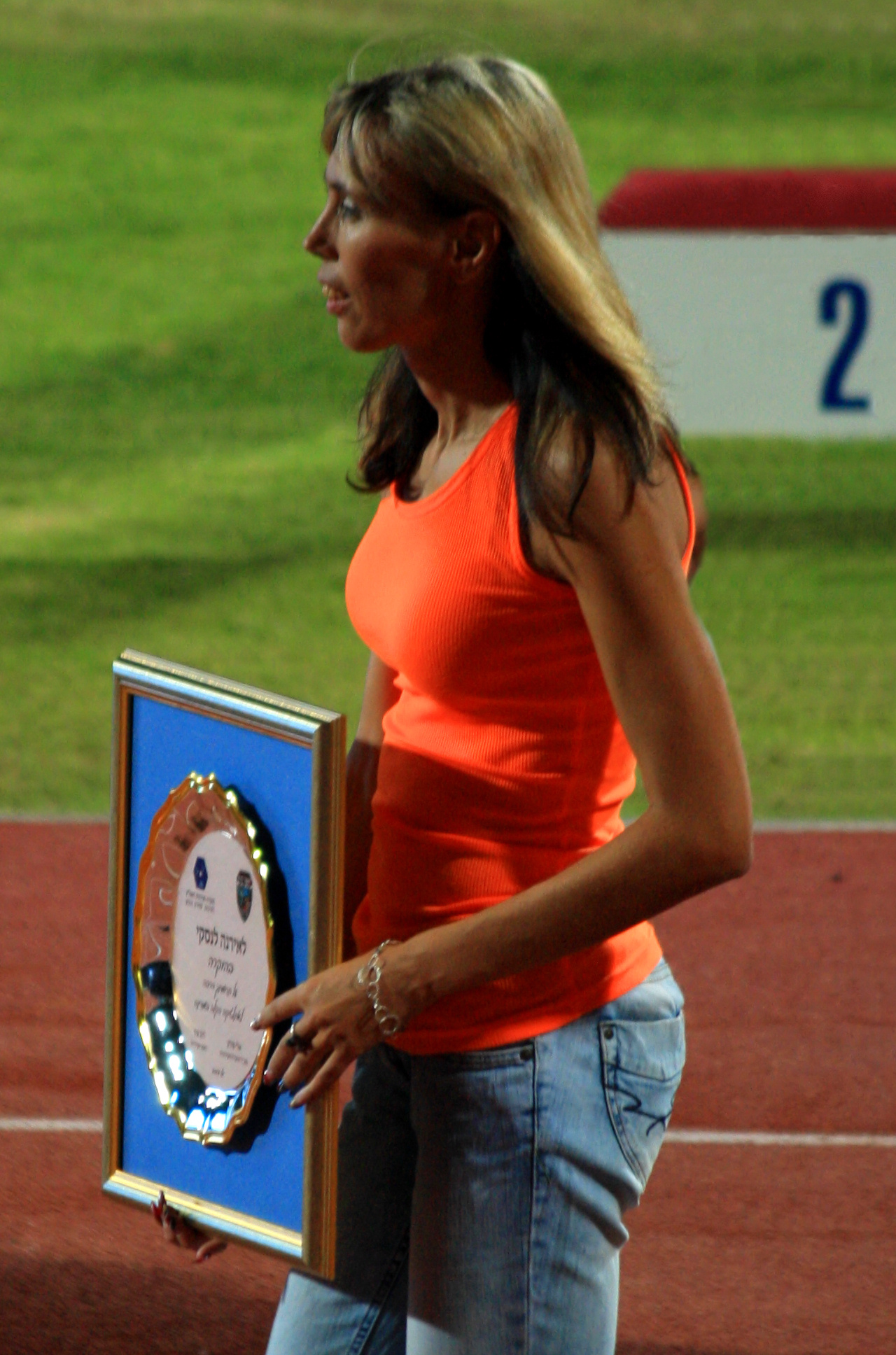
Bei Zeitgleichheit verpasse Irina Lenskiy das Finale um einen Rang

Wind: +0,6 m/s
| Platz | Name               | Nation       | Zeit (s) |
| ----- | ------------------ | ------------ | -------- |
| 1     | Glory Alozie       | Spanien      | 12,79    |
| 2     | Haïdy Aron         | Frankreich   | 12,93    |
| 3     | Susanna Kallur     | Schweden     | 13,02    |
| 4     | Swetla Dimitrowa   | Bulgarien    | 13,05    |
| 5     | Irina Lenskiy      | Israel       | 13,05    |
| 6     | Aurelia Trywiańska | Polen        | 13,08    |
| 7     | Hristiána Tabáki   | Griechenland | 13,18    |
| 8     | Marija Korotejewa  | Russland     | 13,20    |

## Finale

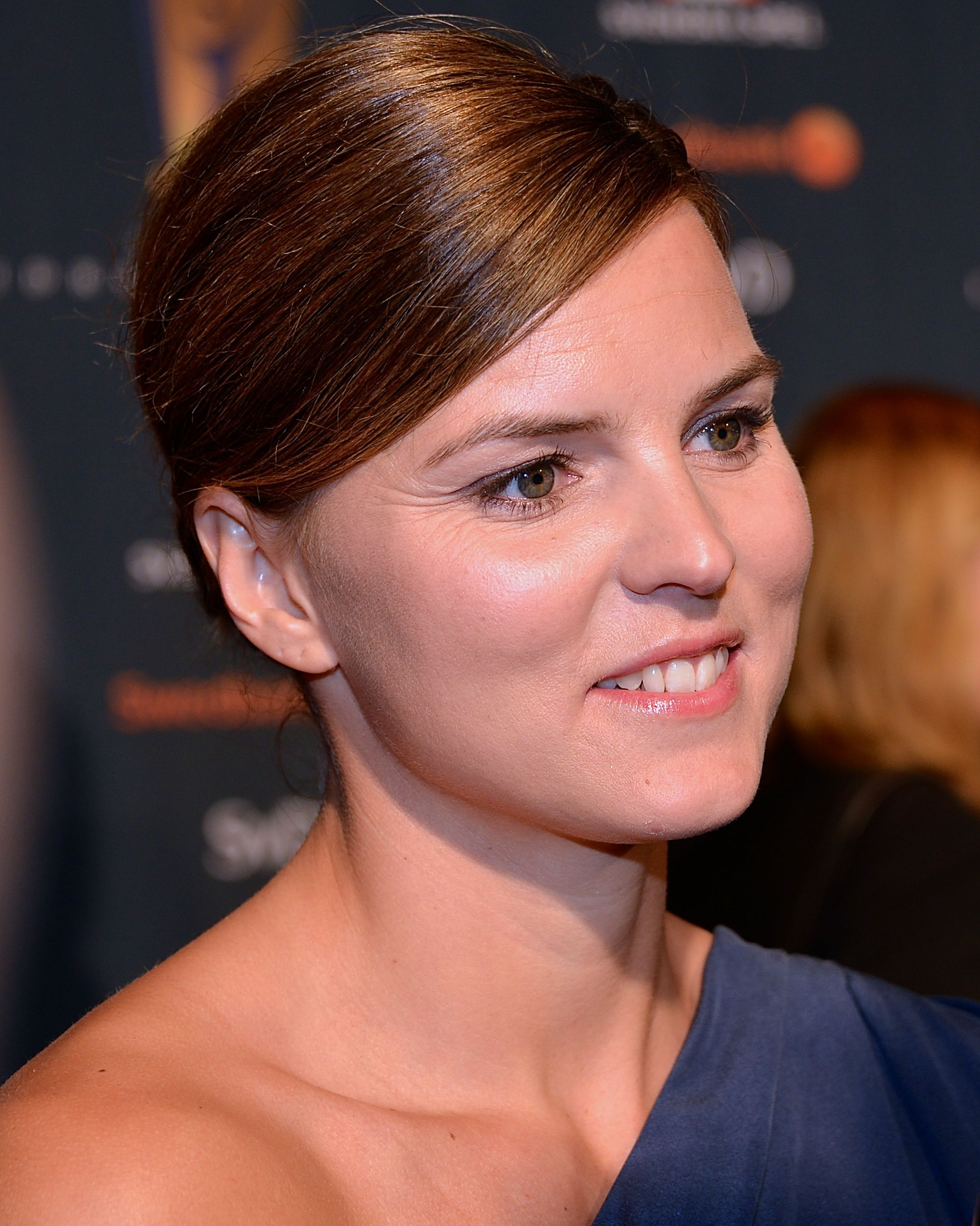
Susanna Kallur kam hier auf den siebten Platz – vier Jahre später wurde sie Europameisterin

9. August 2002
Wind: −0,7 m/s
| Platz | Name             | Nation     | Zeit (s) |
| ----- | ---------------- | ---------- | -------- |
| 1     | Glory Alozie     | Spanien    | 12,73    |
| 2     | Olena Krassowska | Ukraine    | 12,88    |
| 3     | Jana Kassowa     | Bulgarien  | 12,91    |
| 4     | Patricia Girard  | Frankreich | 13,03    |
| 5     | Diane Allahgreen | Schweden   | 13,07    |
| 6     | Haïdy Aron       | Frankreich | 13,07    |
| 7     | Susanna Kallur   | Schweden   | 13,09    |
| 8     | Swetla Dimitrowa | Bulgarien  | 13,75    |

## Videolink
- Munich 2002 100m hurdles Women's Final, youtube.com, abgerufen am 22. Januar 2023